# Karl Stieler

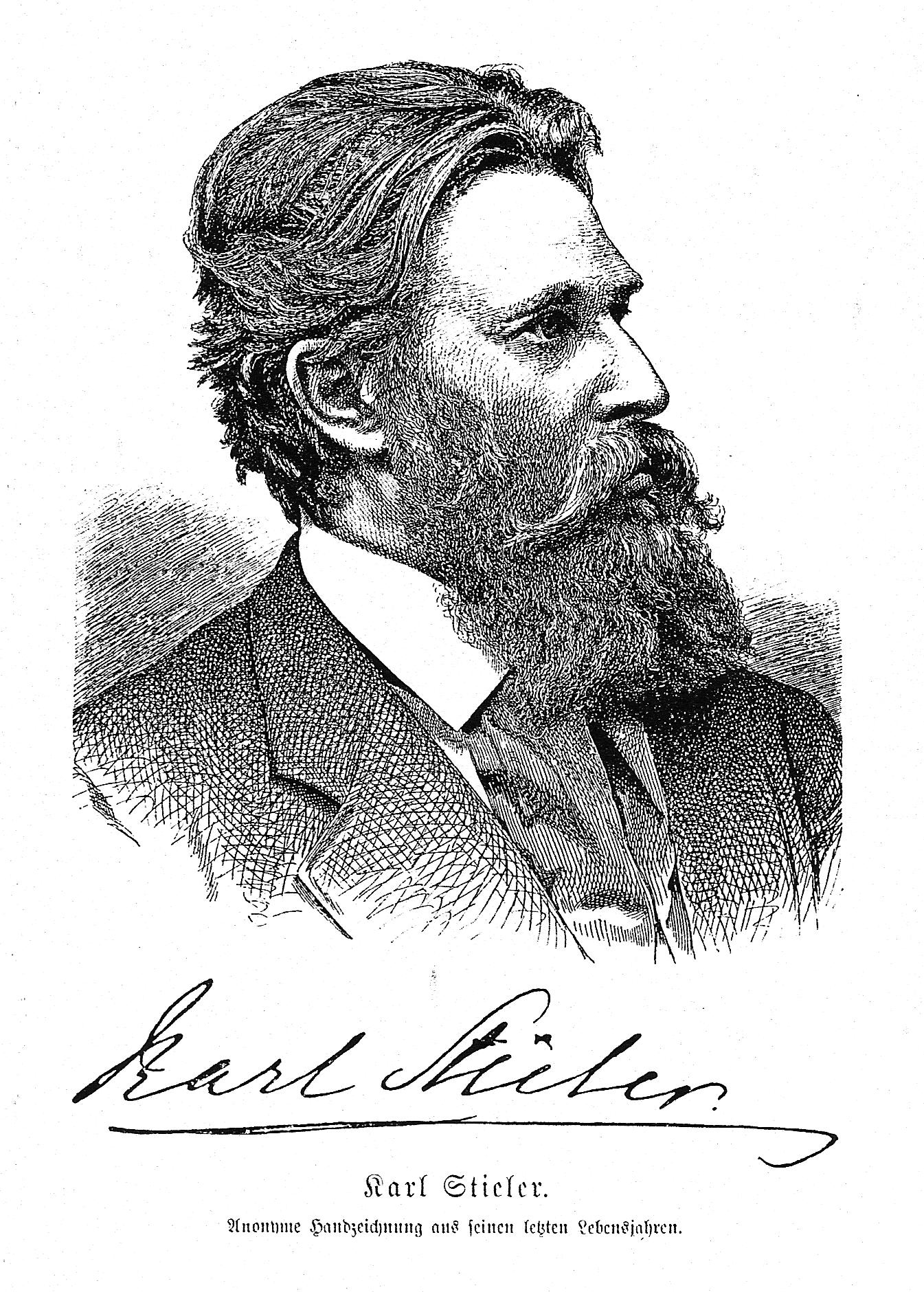

Karl Stieler (15 décembre 1842 à Munich – 12 avril 1885 à Munich) est un auteur allemand, notamment de poésies.

## Biographie
Karl Stieler est le fils du peintre Joseph Karl Stieler et de sa femme, la poétesse Josephine von Miller.
Il étudie le droit à l'université de Munich, puis à l'université de Heidelberg, où il obtient son doctorat en 1869.
Il travaille comme avocat pendant environ un an, mais abandonne cette carrière pour voyager en Grande-Bretagne, en France, en Suisse, en Belgique, en Italie et en Hongrie. Stieler gagne sa vie en écrivant sur ces voyages et d'autres articles, principalement pour l'Allgemeine Zeitung.
Stieler retourne s'installer à Munich, où il fait rapidement la connaissance de ses collègues écrivains Paul Heyse et Emanuel Geibel, qui l'introduisentdans le cercle littéraire munichois Die Krokodile (Les Crocodiles). Au cours de ces années, il devient rédacteur en chef du Fliegenden Blätter et fréquente Franz von Kobell qui l'influence profondément.
En 1882, Stieler est promu évaluateur des archives du Bureau bavarois des archives publiques de Munich. Il y meurt d'une pneumonie, à l'âge de 43 ans. Il est enterré à Tegernsee.
La commune de Tegernsee am Leeberghand a commandé une statue mémorielle de Stieler au sculpteur Thomas Dennerlein (de).

## Œuvres
- Aus deutschen Bergen (1871)
- Aus Fremde et Heimat (1886)
- Bergbleamln (1865)
- Durch Krieg zum Frieden (1886)
- Elsaß-Lothringen (1877)
- Habt's a Schneid ? (1877)
- Hochlandlieder (1879), mis en musique par Carl Orff en 1911
- A Hochzeit in de Berg (1884)
- In der Sommerfrisch (1883)
- Italien (1875)
- Kulturbilder aus Bayern (1885)
- Natur- und Lebensbilder aus den Alpen (1886)
- Neue Hochlandlieder (1883)
- Rheinfahrt (1877)
- Um Sunnawend' (1878)
- Wanderzeit (1882)
- Aus der Hütten (1887)
- Weidmanns Erinnerungen (1871)
- Weil's mi freut ! (1876)
- Winteridylle (1885)